# چاپین (ویسکانسین)
چاپین (به انگلیسی: Chapin) یک منطقهٔ مسکونی در ایالات متحده آمریکا است که در شهرستان کنوشا، ویسکانسین واقع شده‌است.